# Албрехт фон Вертхайм
Албрехт фон Вертхайм (на немски: Albrecht von Wertheim; † 19 май 1421) е княжески епископ на Бамберг (1398 – 1421).

## Биография
Той е син на граф Еберхард I фон Вертхайм (ок. 1310 – 1373) и съпругата му Катарина фон Хоенцолерн-Нюрнберг (ок. 1323 – 1373), дъщеря на Фридрих IV фон Хоенцолерн, бургграф на Нюрнберг († 1332), и принцеса Маргарета от Каринтия († 1348).
Албрехт е издигнат на епископ на Бамберг по времето на папа Бонифаций IX. Той умира на 19 май 1421 г. и е погребан в катедралата на Бамберг. 